# Cadenazzi Rock
Cadenazzi Rock är en kulle i Antarktis. Den ligger i Västantarktis. Inget land gör anspråk på området. Toppen på Cadenazzi Rock är 1 723 meter över havet.
Terrängen runt Cadenazzi Rock är varierad, och sluttar västerut. Trakten är obefolkad. Det finns inga samhällen i närheten.